# Egloffstein
Egloffstein là một đô thị thuộc huyện Forchheim trong bang Bayern nước Đức. Đô thị Egloffstein có diện tích 28,04 km², dân số thời điểm 31 tháng 12 năm 2006 là 2023 người.